# Fernando Díaz Giles
Fernando Díaz Giles (Sevilla, 20 de junio de 1887-Barcelona, 4 de diciembre de 1960), fue un músico español. Es conocido, sobre todo, por haber sido el autor de la música del Himno de la Academia de Infantería de Toledo, adoptado posteriormente como himno de la Infantería española.

## Biografía
Fernando Díaz Giles fue alumno de la XIV Promoción de la Academia de Infantería de Toledo. A petición del Director, Coronel D. José Villalba Riquelme, compuso la música del himno de la Academia durante una semana que pasó en corrección (calabozo). Años más tarde reconoció en una entrevista  que gracias al teniente Fausto García Pérez, que fue quien ordenó el arresto, pudo componer este himno que se estrenó el 8 de diciembre de 1908.
En 1911 se graduó en la Academia con el empleo de Segundo Teniente. Ascendió a Primer Teniente en 1914, y a Capitán en 1918. En 1923, tras conseguir plaza de Profesor de piano en el conservatorio de Valencia abandona definitivamente su carrera militar. Compuso, sobre todo, zarzuelas y canciones populares.

## Obra musical

### Zarzuelas
- Doraida (1917)
- El romeral (1929)(1930)[3]
- El cantar del arriero (1930)[4]
- El renegado o La historia de Juan Valdés (1931)
- La moza que yo quería (1932)
- El cantante enmascarado (1934)
- La Alhambra (1940)
- El divo (1942)

### Películas
- El genio alegre (1939)
- Sabela de Cambados (1949)
- Alhambra (1950)
- El Madrid de Velázquez (corto documental) (1961)

### Otras obras
- Danza siberiana (poema sinfónico) (1917)
- Rocío (ópera) (1926)[5]